# Brozas
Brozas é um município da Espanha na comarca de Alcântara, província de Cáceres, comunidade autónoma da Estremadura. Tem 398,8 km² de área e em 2021 tinha 1 790 habitantes (densidade: 4,5 hab./km²). Faz parte da  Mancomunidade Tejo-Salor.

## Demografia
| Variação demográfica do município entre 1991 e 2004 [carece de fontes?] | Variação demográfica do município entre 1991 e 2004 [carece de fontes?] | Variação demográfica do município entre 1991 e 2004 [carece de fontes?] | Variação demográfica do município entre 1991 e 2004 [carece de fontes?] |
| ----------------------------------------------------------------------- | ----------------------------------------------------------------------- | ----------------------------------------------------------------------- | ----------------------------------------------------------------------- |
| 1991                                                                    | 1996                                                                    | 2001                                                                    | 2004                                                                    |
| 2490                                                                    | 2448                                                                    | 2329                                                                    | 2183                                                                    |